# 집사님 마음대로
《집사님 마음대로》(일본어: 執事様のお気に入り)는 이자와 레이와 〈스토리 구성〉츠야마 후유가 하쿠센샤(白泉社) 월간 순정만화 잡지 《별책하나토유메》[別冊花とゆめ]에서 연재중인 작품으로 '집사'라는 단어를 제목에 포함하는 것처럼 집사가 등장하는 만화이다. 현재 연재중인 잡지인《별책하나토유메》는 《하나토유메》의 별책《別冊》으로 발행되는 잡지이다. 현재 일본에서는 완결편인 21권까지 발행중이며, 한국에서는 완결편인 21권까지 발행된 상태이다.

## 줄거리
히무라 료가 다니는 소우세이칸 학원에는 가문과 재력 신사와 레이디 양성을 위한 [L(LORD&LADY)Class]와 집사 양성을 위한 [B(BUTLER)Class] 두 Class(클래스)로 나뉘어 있다.[B Class]경우 전원 남학생, 그리고 한 학년에 한 클래스 뿐이다.  완전 실력주의의 초 엘리트 클래스. 또한
L클래스 학생과 B클래스 학생이  전속 계약을 맺는것도 가능하다.
그 조건하에 히무라 료와 칸자와 하쿠오의 전속계약 맹새하게 되어 벌어지는 순정·집사 이야기!

## 캐릭터 소개
히무라 료
나이 17세 L클래스 2학년 생일 8월 8일 키 161cm 혈액형 B형, 여주인공으로 먹는것을 좋아한다. L클래스에서 유별나게 집안같은 것에 얽매이지 않는 자유로운성격?이다. 하쿠오와의 만남으로 전속계약까지 맺게되었다.
아사미야 카오루코
나이 17세 생일 미정 키 152cm 혈액형 O형, 료의 클래스 메이트 이자 료를 돌봐주는 료의 친구로 취미는 B클래스 생들 관찰?일 것이다..(아마) 남을 잘 챙겨주는 착한 부잣집 아가씨로 B클래스에 관한 잡지를 만든다. 안경을 벗으면 미녀..?
칸자와 하쿠오
B클래스 2학년 생일 11월 9일 키 177cm 혈액형 A형, 료와 전속 계약을 맺은 같은 학교 같은 학년 남학생이다.(료는 그렇게 생각함) 취미는 독서. 달콤한 케이크 같은 것을 좋아하며, 야채를 무척이나 싫어한다. 부잣집 도련님에도 불과하고 B클래스에서 배우는 중이다. 료가 좋아하는 매실짱아찌 만드는 법까지 열심히 배우는 중..
카누카 하야토
B클래스 3학년 생일 3월 31일 키 183cm 혈액형 O형, 취미는 근육 트레이닝. 몸을 움직이는것을 좋아한다고한다. 하쿠오보다는 한 살 위이다. 이오리와 같이 하쿠오를 모시고 있다.
도케 이오리
B클래스 3학년 키 180cm 혈액형 AB형, 취미는 각종 문과 계열 이라고한다. 하쿠오를 위해 직접 야채까지 재배중이기도 하다. 겉모습과 달리 성격을 음험하며,여성에게는 신사적이면서도 하야토에게는 엄격하다.
센토 마사키
B클래스 2학년 키 179cm 혈액형 A형, 쿠스노기가를 모시고있는 센도가의 아들중 둘째?인것으로 추정. 별명은 집사 사이보그이며, 하쿠오와는 라이벌 관계에 있는듯하다. 그의 취미는 불명이다.